# Rekordy ATP Tour
Rekordy ATP tour uvádí hlavní tenisové rekordy mužského profesionálního okruhu organizovaného Asociací profesionálních tenistů (ATP), která byla založena v roce 1972. V letech 1970–1989 existoval mužský profesionální okruh jako celoroční bodovací soutěž jednotlivců – Grand Prix, kterou v období 1974–1989 řídila Rada mužského tenisu (Men's Tennis Council). Ta představovala subkomisi Mezinárodní tenisové federace, Asociace profesionálních tenistů a pořadatelů turnajů. 
Od sezóny 1990 je jedinou řídící organizací mužského profesionálního tenisu ATP.  

## Dvouhra (od 1972)
poznámky
- pokud je tenista uveden tučně, pak je stále aktivní nebo je aktivní jeho série, která pokračuje

## Grand Slam
- aktualizováno po French Open 2025

#### Celkově
|    | tituly         | počet |
| -- | -------------- | ----- |
| 1. | Novak Djoković | 24    |
| 2. | Rafael Nadal   | 22    |
| 3. | Roger Federer  | 20    |
| 4. | Pete Sampras   | 14    |
| 5. | Björn Borg     | 11    |
| 6. | Jimmy Connors  | 8     |
| 6. | / Ivan Lendl   | 8     |
| 6. | Andre Agassi   | 8     |
| 9. | John McEnroe   | 7     |
| 9. | Mats Wilander  | 7     |

|    | finále         | počet |
| -- | -------------- | ----- |
| 1. | Novak Djoković | 37    |
| 2. | Roger Federer  | 31    |
| 3. | Rafael Nadal   | 30    |
| 4. | / Ivan Lendl   | 19    |
| 5. | Pete Sampras   | 18    |
| 6. | Björn Borg     | 16    |
| 7. | Jimmy Connors  | 15    |
| 7. | Andre Agassi   | 15    |
| 9. | John McEnroe   | 11    |
| 9. | Mats Wilander  | 11    |
| 9. | Stefan Edberg  | 11    |
| 9. | Andy Murray    | 11    |

|    | semifinále     | počet |
| -- | -------------- | ----- |
| 1. | Novak Djoković | 51    |
| 2. | Roger Federer  | 46    |
| 3. | Rafael Nadal   | 38    |
| 4. | Jimmy Connors  | 31    |
| 5. | / Ivan Lendl   | 28    |
| 6. | Andre Agassi   | 26    |
| 7. | Pete Sampras   | 23    |
| 8. | Andy Murray    | 21    |
| 9. | John McEnroe   | 19    |
| 9. | Stefan Edberg  | 19    |

|    | čtvrtfinále    | počet |
| -- | -------------- | ----- |
| 2. | Novak Djoković | 62    |
| 2. | Roger Federer  | 58    |
| 3. | Rafael Nadal   | 47    |
| 4. | Jimmy Connors  | 41    |
| 5. | Andre Agassi   | 36    |
| 6. | / Ivan Lendl   | 34    |
| 7. | Andy Murray    | 30    |
| 8. | Pete Sampras   | 29    |
| 9. | John McEnroe   | 26    |
| 9. | Stefan Edberg  | 26    |

|     | vyhraných utkání | počet |
| --- | ---------------- | ----- |
| 2.  | Novak Djoković   | 387   |
| 2.  | Roger Federer    | 369   |
| 3.  | Rafael Nadal     | 314   |
| 4.  | Jimmy Connors    | 232   |
| 5.  | / Andre Agassi   | 224   |
| 6.  | Ivan Lendl       | 222   |
| 7.  | Pete Sampras     | 203   |
| 8.  | Andy Murray      | 200   |
| 9.  | Stefan Edberg    | 178   |
| 10. | John McEnroe     | 167   |

|    | účastí                | počet |
| -- | --------------------- | ----- |
| 1. | Roger Federer         | 81    |
| 1. | Feliciano López       | 81    |
| 3. | Novak Djoković        | 78    |
| 4. | Richard Gasquet       | 75    |
| 5. | Stan Wawrinka         | 74    |
| 6. | Fernando Verdasco     | 71    |
| 7. | Fabrice Santoro       | 70    |
| 8. | Michail Južnyj        | 69    |
| 9. | Philipp Kohlschreiber | 68    |
| 9. | Rafael Nadal          | 68    |

#### Série bez přerušení
| počet | tituly             | období  |
| ----- | ------------------ | ------- |
| 4     | Rod Laver          | 1969    |
| 4     | Novak Djoković     | 2015–16 |
| 3     | Pete Sampras       | 1993–94 |
| 3     | Roger Federer      | 2005–06 |
| 3     | Roger Federer (2)  | 2006–07 |
| 3     | Rafael Nadal       | 2010    |
| 3     | Novak Djoković (2) | 2011–12 |
| 3     | Novak Djoković (3) | 2018–19 |
| 3     | Novak Djoković (4) | 2021    |

| počet | finále             | období    |
| ----- | ------------------ | --------- |
| 10    | Roger Federer      | 2005–07   |
| 8     | Roger Federer (2)  | 2008–10   |
| 6     | Novak Djoković     | 2015–16   |
| 5     | Rafael Nadal       | 2011–12   |
| 5     | Novak Djoković (2) | 2020–21   |
| 4     | Rod Laver          | 1969      |
| 4     | Andre Agassi       | 1999–2000 |
| 4     | Novak Djoković (3) | 2011–12   |
| 4     | Novak Djoković (4) | 2023      |

| počet | semifinále         | období  |
| ----- | ------------------ | ------- |
| 23    | Roger Federer      | 2004–10 |
| 14    | Novak Djoković     | 2010–13 |
| 10    | Ivan Lendl         | 1985–88 |
| 9     | Novak Djoković (2) | 2014–16 |
| 7     | Rafael Nadal       | 2018–19 |
| 6     | Ivan Lendl         | 1983–84 |

| počet | čtvrtfinále      | období  |
| ----- | ---------------- | ------- |
| 36    | Roger Federer    | 2004–13 |
| 28    | Novak Djoković   | 2009–16 |
| 14    | Ivan Lendl       | 1985–89 |
| 11    | Rafael Nadal     | 2009–12 |
| 11    | Rafael Nadal (2) | 2017–20 |
| 10    | Pete Sampras     | 1992–94 |
| 10    | David Ferrer     | 2012–14 |

| počet | vyhraných utkání   | období  |
| ----- | ------------------ | ------- |
| 30    | Novak Djoković     | 2015–16 |
| 27    | Roger Federer      | 2005–06 |
| 27    | Roger Federer (2)  | 2006–07 |
| 27    | Novak Djoković (2) | 2011–12 |
| 27    | Novak Djoković (3) | 2021    |
| 27    | Novak Djoković (4) | 2022–23 |
| 26    | Rod Laver          | 1969    |
| 26    | Novak Djoković (5) | 2018–19 |
| 25    | Pete Sampras       | 1993–94 |
| 25    | Rafael Nadal       | 2010–11 |

|    | účastí            | počet |
| -- | ----------------- | ----- |
| 1. | Feliciano Lopez   | 79    |
| 2. | Fernando Verdasco | 67    |
| 3. | Andreas Seppi     | 66    |
| 4. | Roger Federer     | 65    |
| 5. | Wayne Ferreira    | 56    |
| 6. | Grigor Dimitrov   | 57    |
| 7. | Stefan Edberg     | 54    |
| 8. | Tomáš Berdych     | 52    |

#### Tituly dle turnaje
|    | Australian Open | počet |
| -- | --------------- | ----- |
| 1. | Novak Djoković  | 10    |
| 2. | Roger Federer   | 6     |
| 3. | Andre Agassi    | 5     |
| 4. | Mats Wilander   | 3     |
| 4. | Rod Laver       | 3     |

|    | French Open     | počet |
| -- | --------------- | ----- |
| 1. | Rafael Nadal    | 14    |
| 2. | Björn Borg      | 6     |
| 3. | / Ivan Lendl    | 3     |
| 3. | Mats Wilander   | 3     |
| 3. | Gustavo Kuerten | 3     |
| 3. | Novak Djoković  | 3     |

|    | Wimbledon      | počet |
| -- | -------------- | ----- |
| 1. | Roger Federer  | 8     |
| 2. | Pete Sampras   | 7     |
| 2. | Novak Djoković | 7     |
| 4. | Björn Borg     | 5     |
| 5. | John McEnroe   | 3     |
| 5. | Boris Becker   | 3     |

|    | US Open        | počet |
| -- | -------------- | ----- |
| 1. | Jimmy Connors  | 5     |
| 1. | Pete Sampras   | 5     |
| 1. | Roger Federer  | 5     |
| 4. | John McEnroe   | 4     |
| 4. | Rafael Nadal   | 4     |
| 4. | Novak Djoković | 4     |
| 7. | Ivan Lendl     | 3     |

#### Tituly dle turnaje bez přerušení
|    | Australian Open | počet |
| -- | --------------- | ----- |
| 1. | Novak Djoković  | 3     |
| 1. | Novak Djoković  | 3     |
| 3. | Guillermo Vilas | 2     |
| 3. | Johan Kriek     | 2     |
| 3. | Mats Wilander   | 2     |
| 3. | Stefan Edberg   | 2     |
| 3. | / Ivan Lendl    | 2     |
| 3. | Jim Courier     | 2     |
| 3. | Andre Agassi    | 2     |
| 3. | Roger Federer   | 2     |
| 3. | Novak Djoković  | 2     |
| 3. | Roger Federer   | 2     |
| 3. | Jannik Sinner   | 2     |

|    | French Open     | počet |
| -- | --------------- | ----- |
| 1. | Rafael Nadal    | 5     |
| 2. | Björn Borg      | 4     |
| 2. | Rafael Nadal    | 4     |
| 2. | Rafael Nadal    | 4     |
| 5. | Björn Borg      | 2     |
| 5. | / Ivan Lendl    | 2     |
| 5. | Jim Courier     | 2     |
| 5. | Sergi Bruguera  | 2     |
| 5. | Gustavo Kuerten | 2     |
| 5. | Carlos Alcaraz  | 2     |

|    | Wimbledon      | počet |
| -- | -------------- | ----- |
| 1. | Björn Borg     | 5     |
| 1. | Roger Federer  | 5     |
| 3. | Pete Sampras   | 4     |
| 3. | Novak Djoković | 4     |
| 5. | Pete Sampras   | 3     |
| 6. | John McEnroe   | 2     |
| 6. | Boris Becker   | 2     |
| 6. | Novak Djoković | 2     |
| 6. | Carlos Alcaraz | 2     |

|    | US Open        | počet |
| -- | -------------- | ----- |
| 1. | Roger Federer  | 5     |
| 2. | / Ivan Lendl   | 3     |
| 2. | John McEnroe   | 3     |
| 4. | Jimmy Connors  | 2     |
| 4. | Stefan Edberg  | 2     |
| 4. | Pete Sampras   | 2     |
| 4. | Patrick Rafter | 2     |

#### Finále dle turnaje
|    | Australian Open | počet |
| -- | --------------- | ----- |
| 1. | Novak Djoković  | 10    |
| 2. | Roger Federer   | 7     |
| 3. | Rafael Nadal    | 6     |
| 4. | Stefan Edberg   | 5     |
| 4. | Andy Murray     | 5     |
| 6. | Mats Wilander   | 4     |
| 6. | / Ivan Lendl    | 4     |
| 6. | Andre Agassi    | 4     |

|    | French Open    | počet |
| -- | -------------- | ----- |
| 1. | Rafael Nadal   | 14    |
| 2. | Novak Djoković | 7     |
| 2. | Björn Borg     | 6     |
| 3. | / Ivan Lendl   | 5     |
| 3. | Mats Wilander  | 5     |
| 3. | Roger Federer  | 5     |

|    | Wimbledon      | počet |
| -- | -------------- | ----- |
| 1. | Roger Federer  | 12    |
| 2. | Novak Djoković | 10    |
| 2. | Boris Becker   | 7     |
| 2. | Pete Sampras   | 7     |
| 4. | Björn Borg     | 6     |
| 4. | Jimmy Connors  | 6     |
| 7. | Rafael Nadal   | 5     |

|    | US Open        | počet |
| -- | -------------- | ----- |
| 1. | Novak Djoković | 9     |
| 2. | / Ivan Lendl   | 8     |
| 2. | Pete Sampras   | 8     |
| 4. | Jimmy Connors  | 7     |
| 4. | Roger Federer  | 7     |
| 6. | Andre Agassi   | 6     |

#### Finále dle turnaje bez přerušení
|    | Australian Open | počet |
| -- | --------------- | ----- |
| 1. | Mats Wilander   | 3     |
| 1. | / Ivan Lendl    | 3     |
| 1. | Novak Djoković  | 3     |

|    | French Open   | počet |
| -- | ------------- | ----- |
| 1. | Rafael Nadal  | 5     |
| 2. | Björn Borg    | 4     |
| 2. | / Ivan Lendl  | 4     |
| 2. | Rafael Nadal  | 4     |
| 2. | Roger Federer | 4     |

|    | Wimbledon      | počet |
| -- | -------------- | ----- |
| 1. | Roger Federer  | 7     |
| 2. | Björn Borg     | 6     |
| 3. | John McEnroe   | 5     |
| 4. | Pete Sampras   | 4     |
| 4. | Boris Becker   | 4     |
| 4. | Novak Djoković | 4     |
| 7. | Rafael Nadal   | 3     |

|    | US Open        | počet |
| -- | -------------- | ----- |
| 1. | / Ivan Lendl   | 8     |
| 2. | Roger Federer  | 6     |
| 3. | Jimmy Connors  | 5     |
| 4. | Novak Djoković | 4     |

#### Semifinále dle turnaje
|    | Australian Open | počet |
| -- | --------------- | ----- |
| 1. | Roger Federer   | 11    |
| 2. | Stefan Edberg   | 8     |
| 3. | / Ivan Lendl    | 7     |
| 3. | Novak Djoković  | 7     |
| 4. | Rafael Nadal    | 6     |

|    | French Open    | počet |
| -- | -------------- | ----- |
| 1. | Rafael Nadal   | 11    |
| 2. | Novak Djoković | 9     |
| 3. | Roger Federer  | 7     |
| 4. | Björn Borg     | 6     |
| 4. | Mats Wilander  | 6     |

|    | Wimbledon      | počet |
| -- | -------------- | ----- |
| 1. | Jimmy Connors  | 11    |
| 1. | Roger Federer  | 11    |
| 3. | Boris Becker   | 9     |
| 4. | John McEnroe   | 8     |
| 4. | Pete Sampras   | 8     |
| 4. | Novak Djoković | 8     |

|    | US Open        | počet |
| -- | -------------- | ----- |
| 1. | Jimmy Connors  | 14    |
| 2. | Andre Agassi   | 10    |
| 3. | Novak Djoković | 10    |
| 4  | / Ivan Lendl   | 9     |
|    | Pete Sampras   | 9     |
|    | Roger Federer  | 9     |

#### Semifinále dle turnaje bez přerušení
|    | Australian Open | počet |
| -- | --------------- | ----- |
| 1. | Roger Federer   | 11    |
| 2. | /Ivan Lendl     | 6     |
| 3. | Stefan Edberg   | 5     |
| 4. | Andy Murray     | 4     |

|    | French Open         | počet |
| -- | ------------------- | ----- |
| 1. | Roger Federer       | 5     |
| 1. | Rafael Nadal        | 5     |
| 2. | Björn Borg          | 4     |
| 2. | Mats Wilander       | 4     |
| 2. | / Ivan Lendl        | 4     |
| 2. | Jim Courier         | 4     |
| 2. | Juan Carlos Ferrero | 4     |
| 2. | Rafael Nadal        | 4     |
| 2. | Novak Djoković      | 4     |

|    | Wimbledon      | počet |
| -- | -------------- | ----- |
| 1. | Roger Federer  | 7     |
| 2. | Jimmy Connors  | 6     |
| 2. | Björn Borg     | 6     |
| 4. | John McEnroe   | 5     |
| 4. | Ivan Lendl     | 5     |
| 4. | Stefan Edberg  | 5     |
| 4. | Andy Murray    | 5     |
| 4. | Novak Djoković | 5     |

|    | US Open        | počet |
| -- | -------------- | ----- |
| 1. | Jimmy Connors  | 12    |
| 2. | Novak Djoković | 10    |
| 3. | /Ivan Lendl    | 8     |
| 3. | Roger Federer  | 8     |
| 5. | John McEnroe   | 5     |

#### Vyhrané zápasy dle turnaje
|     | Australian Open | počet |
| --- | --------------- | ----- |
| 1.  | Roger Federer   | 105   |
| 2.  | Novak Djoković  | 99    |
| 3.  | Rafael Nadal    | 77    |
| 4.  | Stefan Edberg   | 56    |
| 5.  | Andy Muuray     | 51    |
| 6.  | Ivan Lendl      | 48    |
| 6.  | Andre Agassi    | 48    |
| 8.  | Tomáš Berdych   | 47    |
| 9.  | Pete Sampras    | 45    |
| 10. | Stan Wawrinka   | 43    |

|    | French Open     | počet |
| -- | --------------- | ----- |
| 1. | Rafael Nadal    | 112   |
| 2. | Novak Djoković  | 101   |
| 3. | Roger Federer   | 73    |
| 4. | Guillermo Vilas | 58    |
| 5. | / Ivan Lendl    | 53    |
| 6. | Andre Agassi    | 51    |
| 7. | Bjorn Borg      | 49    |
| 8. | Mats Wilander   | 47    |
| 9. | Stan Wawrinka   | 46    |
| 9. | David Ferrer    | 44    |

|     | Wimbledon          | počet |
| --- | ------------------ | ----- |
| 1,  | Roger Federer      | 105   |
| 2.  | Novak Djoković     | 97    |
| 3.  | Jimmy Connors      | 84    |
| 4.  | Boris Becker       | 71    |
| 5.  | Pete Sampras       | 63    |
| 6.  | Andy Murray        | 61    |
| 7.  | John McEnroe       | 59    |
| 7.  | Rafael Nadal       | 58    |
| 9.  | Björn Borg         | 51    |
| 10. | Stefan Edberg      | 49    |
| 10. | / Goran Ivanišević | 49    |

|     | US Open        | počet |
| --- | -------------- | ----- |
| 1.  | Jimmy Connors  | 98    |
| 2.  | Novak Djoković | 90    |
| 3.  | Roger Federer  | 89    |
| 4.  | Andre Agassi   | 79    |
| 5.  | / Ivan Lendl   | 73    |
| 6.  | Pete Sampras   | 71    |
| 7.  | Rafael Nadal   | 67    |
| 8.  | John McEnroe   | 65    |
| 9.  | Andy Muuray    | 49    |
| 10. | Lleyton Hewitt | 46    |

#### Zápasové série neporazitelnosti dle turnaje
| zápasů | Australian Open | roky    |
| ------ | --------------- | ------- |
| 33     | Novak Djoković  | 2019–24 |
| 26     | Andre Agassi    | 2000–04 |
| 25     | Novak Djoković  | 2011–14 |
| 20     | / Ivan Lendl    | 1989–91 |

| zápasů | French Open  | roky    |
| ------ | ------------ | ------- |
| 39     | Rafael Nadal | 2010–15 |
| 35     | Rafael Nadal | 2016–21 |
| 31     | Rafael Nadal | 2005–09 |
| 28     | Björn Borg   | 1978–81 |

| zápasů | Wimbledon      | roky    |
| ------ | -------------- | ------- |
| 41     | Björn Borg     | 1976–81 |
| 40     | Roger Federer  | 2003–08 |
| 34     | Novak Djoković | 2018–23 |
| 31     | Pete Sampras   | 1997–01 |

| zápasů | US Open       | roky    |
| ------ | ------------- | ------- |
| 40     | Roger Federer | 2004–09 |
| 27     | / Ivan Lendl  | 1985–88 |
| 25     | John McEnroe  | 1979–82 |

#### Vyhraný titul bez ztraceného setu
| počet | hráč          | turnaj                                                                      |
| ----- | ------------- | --------------------------------------------------------------------------- |
| 4     | Rafael Nadal  | French Open 2008, French Open 2010, 2017 French Open 2017, French Open 2020 |
| 3     | Björn Borg    | Wimbledon 1976, French Open 1978, French Open 1980                          |
| 2     | Roger Federer | Australian Open 2007, Wimbledon 2017                                        |
| 1     | Ken Rosewall  | Australian Open 1971]]                                                      |
| 1     | Ilie Năstase  | French Open 1973                                                            |

#### Výkony v jednom kalendářním roce

##### Čtyři Grand Slamy
| 3 tituly a 1 finále | rok  |
| ------------------- | ---- |
| Roger Federer       | 2006 |
| Roger Federer       | 2007 |
| Novak Djoković      | 2015 |
| Novak Djoković      | 2021 |
| Novak Djoković      | 2023 |

| 2 tituly a 2 finále | rok  |
| ------------------- | ---- |
| Roger Federer       | 2009 |

##### Tři Grand Slamy
| 3 tituly       | rok  |
| -------------- | ---- |
| Jimmy Connors  | 1974 |
| Mats Wilander  | 1988 |
| Roger Federer  | 2004 |
| Roger Federer  | 2006 |
| Roger Federer  | 2007 |
| Rafael Nadal   | 2010 |
| Novak Djoković | 2011 |
| Novak Djoković | 2015 |

| 2 tituly a 1 finále | rok  |
| ------------------- | ---- |
| Guillermo Vilas     | 1977 |
| Björn Borg          | 1978 |
| Björn Borg          | 1980 |
| John McEnroe        | 1984 |
| Ivan Lendl          | 1986 |
| Ivan Lendl          | 1987 |
| Pete Sampras        | 1995 |
| Andre Agassi        | 1999 |
| Roger Federer       | 2009 |
| Novak Djoković      | 2016 |
| Rafael Nadal        | 2017 |

| 1 titul a 2 finále | rok  |
| ------------------ | ---- |
| Björn Borg         | 1981 |
| Jim Courier        | 1993 |
| Roger Federer      | 2008 |
| Rafael Nadal       | 2011 |
| Novak Djoković     | 2012 |
| Novak Djoković     | 2013 |
| Andy Murray        | 2016 |

| 3 finálové prohry | rok  |
| ----------------- | ---- |
| Jimmy Connors     | 1975 |

##### Tituly bez přerušení

###### Tři
| French Open / Wimbledon / US Open | rok  |
| --------------------------------- | ---- |
| Rafael Nadal                      | 2010 |

| Australian Open / French Open / Wimbledon | rok  |
| ----------------------------------------- | ---- |
| Novak Djoković                            | 2021 |

###### Dva
| Wimbledon/US Open | rok  |
| ----------------- | ---- |
| Jimmy Connors     | 1974 |
| John McEnroe      | 1981 |
| Jimmy Connors     | 1982 |
| Boris Becker      | 1989 |
| Pete Sampras      | 1993 |
| Pete Sampras (2)  | 1995 |
| Roger Federer     | 2004 |
| Roger Federer (2) | 2005 |
| Roger Federer (3) | 2006 |
| Roger Federer (4) | 2007 |
| Novak Djoković    | 2011 |
| Novak Djoković    | 2015 |
| Novak Djoković    | 2018 |

| French Open/Wimbledon | rok  |
| --------------------- | ---- |
| Björn Borg            | 1978 |
| Björn Borg (2)        | 1979 |
| Björn Borg (3)        | 1980 |
| Rafael Nadal          | 2008 |
| Roger Federer         | 2009 |
| Rafael Nadal (2)      | 2010 |

| Australian Open/French Open | rok  |
| --------------------------- | ---- |
| Mats Wilander               | 1988 |
| Jim Courier                 | 1992 |
| Novak Djoković              | 2016 |

### ATP Tour

#### Celkově
|     | tituly          | počet |
| --- | --------------- | ----- |
| 1.  | Jimmy Connors   | 109   |
| 2.  | Roger Federer   | 103   |
| 3.  | / Ivan Lendl    | 94    |
| 4.  | Novak Djoković  | 93    |
| 5.  | Rafael Nadal    | 92    |
| 6.  | John McEnroe    | 77    |
| 7.  | Björn Borg      | 64    |
| 7.  | Pete Sampras    | 64    |
| 9.  | Guillermo Vilas | 62    |
| 10. | Andre Agassi    | 60    |
| 11. | Ilie Năstase    | 49    |
| 11. | Boris Becker    | 49    |

|     | finále          | počet |
| --- | --------------- | ----- |
| 1.  | Jimmy Connors   | 164   |
| 2.  | Roger Federer   | 151   |
| 3.  | Ivan Lendl      | 146   |
| 4.  | Rafael Nadal    | 116   |
| 5.  | John McEnroe    | 109   |
| 6.  | Guilermo Villas | 104   |
| 7.  | Novak Djoković  | 102   |
| 8.  | Andre Agassi    | 90    |
| 9.  | Björn Borg      | 88    |
| 9.  | Pete Sampras    | 88    |
| 11. | Ilie Nastase    | 80    |

|     | semifinále      | počet |
| --- | --------------- | ----- |
| 1.  | Jimmy Connors   | 235   |
| 2.  | / Ivan Lendl    | 190   |
| 3.  | Roger Federer   | 189   |
| 4.  | John McEnroe    | 159   |
| 5.  | Guillermo Vilas | 154   |
| 6.  | Rafael Nadal    | 144   |
| 7.  | Andre Agassi    | 138   |
| 7.  | Bjorn Borg      | 138   |
| 9.  | Pete Sampras    | 128   |
| 10. | Ilie Năstase    | 116   |

| počet let | alespoň 1 titul v sezóně (za sebou) |  | sezóny  |
| --------- | ----------------------------------- |  | ------- |
| 19        | Rafael Nadal                        |  | 2004-22 |
| 18        | Novak Djokovic                      |  | 2006–23 |
| 15        | Roger Federer                       |  | 2001-15 |
| 14        | / Ivan Lendl                        |  | 1980–93 |
| 13        | Jimmy Connors                       |  | 1972–84 |
| 12        | Stefan Edberg                       |  | 1984–95 |
| 12        | Boris Becker                        |  | 1985–96 |
| 12        | Andy Roddick                        |  | 2001–12 |
| 11        | Guillermo Vilas                     |  | 1973–83 |
| 11        | Brian Gottfried                     |  | 1973–83 |
| 11        | Michael Chang                       |  | 1988–98 |
| 11        | Pete Sampras                        |  | 1990–00 |

|    | tituly aktivních | počet |
| -- | ---------------- | ----- |
| 1. | Novak Djoković   | 93    |
| 2. | Rafael Nadal     | 92    |
| 3. | Stan Wawrinka    | 16    |

|     | finále aktivních      | počet |
| --- | --------------------- | ----- |
| 1.  | Roger Federer         | 151   |
| 2.  | Rafael Nadal          | 116   |
| 3.  | Novak Djoković        | 102   |
| 4.  | Andy Murray           | 67    |
| 5.  | David Ferrer          | 52    |
| 6.  | Juan Martin del Potro | 34    |
| 7.  | Marin Cilic           | 32    |
| 8.  | Tomáš Berdych         | 31    |
| 9.  | Stan Wawrinka         | 28    |
| 10. | Tommy Robredo         | 23    |
| 10. | Nicolas Almágro       | 23    |

|     | semifinále aktivních | počet |
| --- | -------------------- | ----- |
| 1.  | Roger Federer        | 189   |
| 2.  | Rafael Nadal         | 144   |
| 3.  | Novak Djoković       | 105   |
| 4.  | David Ferrer         | 81    |
| 5.  | Lleyton Hewitt       | 75    |
| 6.  | Andy Murray          | 69    |
| 7.  | Tommy Haas           | 64    |
| 8.  | Tomáš Berdych        | 56    |
| 9.  | Tommy Robredo        | 49    |
| 10. | Michail Južnyj       | 45    |

#### Tituly dle povrchu
|     | tvrdý          | počet |
| --- | -------------- | ----- |
| 1.  | Roger Federer  | 63    |
| 2,. | Novak Djokovic | 51    |
| 3,  | Jimmy Connors  | 49    |
| 4,  | Andre Agassi   | 46    |
| 5.  | Pete Sampras   | 36    |
| 6,  | Andy Murray    | 33    |
| 7,  | / Ivan Lendl   | 31    |
| 8.  | Stefan Edberg  | 23    |
| 9.  | John McEnroe   | 22    |
| 10. | Michael Chang  | 21    |
| 10. | Andy Roddick   | 21    |

|     | antuka          | počet |
| --- | --------------- | ----- |
| 1,  | Rafael Nadal    | 57    |
| 2,  | Guillermo Vilas | 49    |
| 3.  | Thomas Muster   | 40    |
| 4.  | Björn Borg      | 30    |
| 5.  | Manuel Orantes  | 29    |
| 6.  | / Ivan Lendl    | 28    |
| 7.  | Ilie Nastase    | 24    |
| 8.  | José Luis Clerc | 21    |
| 9.  | Mats Wilander   | 20    |
| 10. | Andrés Gómez    | 16    |
| 10. | Carlos Moyá     | 16    |

|    | tráva           | počet |
| -- | --------------- | ----- |
| 1. | Roger Federer   | 17    |
| 2. | Pete Sampras    | 10    |
| 3. | Jimmy Connors   | 9     |
| 4. | John McEnroe    | 8     |
| 4. | Lleyton Hewitt  | 8     |
| 6. | Boris Becker    | 7     |
| 7. | Björn Borg      | 6     |
| 7. | Vijay Amritraj  | 6     |
| 9. | Johan Kriek     | 5     |
| 9. | Stefan Edberg   | 5     |
| 9. | / Greg Rusedski | 5     |
| 9. | Andy Roddick    | 5     |
| 9. | Andy Murray     | 5     |

|                      | koberec 1)          | počet |
| -------------------- | ------------------- | ----- |
| 1.                   | John McEnroe        | 43    |
| 2.                   | Jimmy Connors       | 39    |
| 3.                   | / Ivan Lendl        | 33    |
| 4.                   | Boris Becker        | 26    |
| 5.                   | Björn Borg          | 22    |
| 6.                   | Arthur Ashe         | 17    |
| 7.                   | Pete Sampras        | 15    |
| 8.                   | Goran Ivanišević    | 14    |
| 9.                   | Stan Smith          | 11    |
| 9.                   | Stefan Edberg       | 11    |
| 9.                   | Jevgenij Kafelnikov | 11    |
| 1) – vyřazen od 2009 |                     |       |

|     | venku           | počet |
| --- | --------------- | ----- |
| 1.  | Rafael Nadal    | 77    |
|     | Roger Federer   | 74    |
| 3.  | Guillermo Vilas | 56    |
| 3.  | Jimmy Connors   | 56    |
| 5.  | / Ivan Lendl    | 52    |
| 6.  | Andre Agassi    | 48    |
| 7.  | Thomas Muster   | 43    |
| 8.  | Björn Borg      | 41    |
| 8.  | Pete Sampras    | 41    |
| 10. | Novak Djoković  | 38    |

|    | v hale        | počet |
| -- | ------------- | ----- |
| 1. | Jimmy Connors | 53    |
| 2. | John McEnroe  | 52    |
| 3. | / Ivan Lendl  | 42    |
| 4. | Boris Becker  | 30    |
| 5. | Björn Borg    | 23    |
| 5. | Pete Sampras  | 23    |
| 7. | Roger Federer | 22    |
| 8. | Arthur Ashe   | 18    |
| 8. | Stan Smith    | 18    |
| 8. | Stefan Edberg | 18    |

#### Nejvíce titulů a finále z jediného turnaje
| titulů | hráč            | turnaj        | roky                               |
| ------ | --------------- | ------------- | ---------------------------------- |
| 14     | Rafael Nadal    | French Open   | 2005–08, 2010–14, 2017-20, 2022    |
| 11     | Rafael Nadal    | Monte-Carlo   | 2005–12, 2016 -18                  |
|        | Rafael Nadal    | Barcelona     | 2005–09, 2011–13, 2016 -18         |
| 9      | Roger Federer   | Halle         | 2003–06, 2008, 2013–15, 2017       |
| 8      | Guillermo Vilas | Buenos Aires  | 1973–76, 1977(2), 1979, 1982       |
| 8      | Roger Federer   | Wimbledon     | 2003–07, 2009, 2012, 2017          |
| 8      | Rafael Nadal    | Rim           | 2005-07,2009-10,2012-13,2018       |
| 7      | Pete Sampras    | Wimbledon     | 1993–95, 1997–00                   |
| 7      | Roger Federer   | Cincinnati    | 2005, 2007, 2009–10, 2012, 2014–15 |
| 7      | Roger Federer   | Basilej       | 2006–08, 2010–11, 2014–15          |
| 6      | Jimmy Connors   | Birmingham    | 1974–77, 1979–80                   |
| 6      | Björn Borg      | French Open   | 1974–75, 1978–81                   |
| 6      | Balázs Taróczy  | Amersfoort    | 1976, 1978–82                      |
| 6      | / Ivan Lendl    | Canadian Open | 1980–81, 1983, 1987–89             |
| 6      | Andre Agassi    | Miami         | 1990, 1995–96, 2001–03             |
| 6      | Roger Federer   | Turnaj mistrů | 2003–04, 2006–07, 2010–11          |
| 6      | Roger Federer   | Dubaj         | 2003–05, 2007, 2012, 2014          |

| finále | hráč            | turnaj        | roky                              |
| ------ | --------------- | ------------- | --------------------------------- |
| 13     | Roger Federer   | Basilej       | 2000–01, 2006–15                  |
| 12     | Rafael Nadal    | Monte Carlo   | 2005-2013,2016-18                 |
| 12     | Roger Federer   | Halle         | 2003-06,2008,2010,2012-15,2017-18 |
| 11     | Rafael Nadal    | French open   | 2005-08,2010-14,2017-18           |
| 11     | Rafael Nadal    | Barcelona     | 2005-09,2011-13,2016-18           |
| 11     | Roger Federer   | Wimbledon     | 2003-09,2012,2014-15,2017         |
| 10     | Guillermo Vilas | Buenos Aires  | 1972–76, 1977(2), 1979, 1981–82   |
| 10     | Rafael Nadal    | Rim           | 2005–07, 2009-14, 2018            |
| 9      | / Ivan Lendl    | Turnaj mistrů | 1980–88                           |
| 9      | Roger Federer   | Turnaj mistrů | 2003–07, 2010–12, 2014            |
| 9      | Rafael Nadal    | Madrid        | 2007-11,2013-15,2017              |

#### Procentuální úspěšnost ve finále
|                     | hráč                  | % úsp. | výhry–prohry1 |
| ------------------- | --------------------- | ------ | ------------- |
| 1.                  | Thomas Muster         | 80,00  | 44–11         |
| 1.                  | Rod Laver             | 80,00  | 20–5          |
| 3.                  | Nikolaj Davyděnko     | 75,00  | 21–7          |
| 4.                  | Thomas Enqvist        | 73,08  | 19–7          |
| 5.                  | Björn Borg            | 72,73  | 64–24         |
| 5.                  | Pete Sampras          | 72,73  | 64–24         |
| 7.                  | Juan Martín del Potro | 72,00  | 18–7          |
| 8.                  | Jose Luis Clerc       | 71,43  | 25–10         |
| 9.                  | John McEnroe          | 71,30  | 77–31         |
| 10.                 | Rafael Nadal          | 69,57  | 64–28         |
| 1 alespoň 20 finále |                       |        |               |

|                     | aktivní hráč          | % úsp. | výhry–prohry1 |
| ------------------- | --------------------- | ------ | ------------- |
| 1.                  | Juan Martín del Potro | 72,00  | 18–7          |
| 2.                  | Rafael Nadal          | 69,57  | 64–28         |
| 3.                  | Andy Murray           | 68,89  | 31–14         |
| 4.                  | Gilles Simon          | 68,75  | 11–5          |
| 5.                  | Novak Djoković        | 68.57  | 48–22         |
| 6.                  | Roger Federer         | 66,13  | 82–42         |
| 7.                  | Lleyton Hewitt        | 65,22  | 30–16         |
| 8.                  | Kei Nišikori          | 63,64  | 7-4           |
| 9.                  | Marin Čilić           | 59,09  | 13-9          |
| 10.                 | Sam Querrey           | 58,33  | 7–5           |
| 1 alespoň 10 finále |                       |        |               |

#### Zápasová statistika
|     | odehraných zápasů | počet |
| --- | ----------------- | ----- |
| 1.  | Jimmy Connors     | 1531  |
| 2.  | Roger Federer     | 1358  |
| 3.  | / Ivan Lendl      | 1314  |
| 4.  | Guillermo Vilas   | 1215  |
| 5.  | Andre Agassi      | 1144  |
| 6.  | Rafael Nadal      | 1090  |
| 7.  | Ilie Nastase      | 1083  |
| 8.  | John McEnroe      | 1073  |
| 9.  | Stefan Edberg     | 1071  |
| 10. | Brian Gottfried   | 1002  |

|     | vyhraných zápasů | počet |
| --- | ---------------- | ----- |
| 1.  | Jimmy Connors    | 1253  |
| 2.  | Roger Federer    | 1111  |
| 3.  | / Ivan Lendl     | 1071  |
| 4.  | Guillermo Vilas  | 929   |
| 5.  | Rafael Nadal     | 903   |
| 6.  | John McEnroe     | 875   |
| 7.  | Andre Agassi     | 870   |
| 8.  | Novak Djokovic   | 808   |
| 9.  | Stefan Edberg    | 801   |
| 10. | Ilie Nastase     | 779   |

|     | odehrané z. aktivních | počet |
| --- | --------------------- | ----- |
| 1.  | Roger Federer         | 1358  |
| 2.  | Rafael Nadal          | 1090  |
| 3.  | David Ferer           | 976   |
| 4.  | Andre Agassi          | 948   |
| 5.  | Pete Sampras          | 927   |
| 6.  | Jev. Kafelnikov       | 915   |
| 7.  | Novak Djokovic        | 914   |
| 8.  | Carlos Moya           | 894   |
| 9.  | Tommy Haas            | 887   |
| 10. | Lleyton Hewitt        | 878   |

|     | vyhrané z. aktivních | počet |
| --- | -------------------- | ----- |
| 1.  | Roger Federer        | 1111  |
| 2.  | Rafael Nadal         | 903   |
| 3.  | Novak Djoković       | 808   |
| 3.  | Andre Agassi         | 735   |
| 4.  | Pete Sampras         | 734   |
| 6.  | David Ferrer         | 685   |
| 7.  | Lleyton Hewitt       | 616   |
| 8.  | Andy Roddick         | 612   |
| 9.  | Jev. Kafelnikov      | 609   |
| 10. | Andy Murray          | 606   |

#### Vyhrané zápasy dle povrchu a prostředí
|     | tvrdý          | počet |
| --- | -------------- | ----- |
| 1.  | Roger Federer  | 725   |
| 2.  | Andre Agassi   | 598   |
| 3.  | Jimmy Connors  | 547   |
| 4.  | Novak Djokovic | 525   |
| 5.  | Rafael Nadal   | 425   |
| 6.  | Pete Sampras   | 427   |
| 7.  | Andy Roddick   | 426   |
| 8.  | Michael Chang  | 408   |
| 9.  | Andy Murray    | 385   |
| 10. | Ivan Lendl     | 394   |

|     | antuka          | počet |
| --- | --------------- | ----- |
| 1.  | Guillermo Vilas | 644   |
| 2.  | Thomas Muster   | 422   |
| 3.  | Rafael Nadal    | 415   |
| 4.  | Jose Higueras   | 376   |
| 5.  | / Carlos Moya   | 337   |
| 6.  | Ivan Lendl      | 329   |
| 7.  | Andres Gomez    | 322   |
| 8.  | José Luis Clerc | 301   |
| 9.  | Mats Wilander   | 264   |
| 10. | Björn Borg      | 246   |

|     | tráva          | počet |
| --- | -------------- | ----- |
| 1.  | Roger Federer  | 172   |
| 2.  | Jimmy Connors  | 170   |
| 3.  | Lleyton Hewitt | 128   |
| 4.  | John McEnroe   | 119   |
| 5.  | Boris Becker   | 116   |
| 6.  | Roscoe Tanner  | 115   |
| 7.  | Wally Masur    | 112   |
| 8.  | Mark Edmondson | 105   |
| 9.  | Pat Cash       | 104   |
| 10. | Pete Sampras   | 101   |

|                    | koberec1)        | počet |
| ------------------ | ---------------- | ----- |
| 1.                 | John McEnroe     | 346   |
| 2.                 | Jimmy Connors    | 338   |
| 3.                 | / Ivan Lendl     | 267   |
| 4.                 | Boris Becker     | 258   |
| 5.                 | Arthur Ashe      | 192   |
| 6.                 | Goran Ivanišević | 187   |
| 7.                 | Brian Gottfried  | 183   |
| 8.                 | Stefan Edberg    | 182   |
| 9.                 | Björn Borg       | 176   |
| 10.                | Vitas Gerulaitis | 167   |
| 1) vyřazen od 2009 |                  |       |

|     | venku           | počet |
| --- | --------------- | ----- |
| 1.  | Roger Federer   | 880   |
| 2.  | Guillermo Vilas | 805   |
| 3.  | Jimmy Connors   | 787   |
| 4.  | / Ivan Lendl    | 727   |
| 5.  | Andre Agassi    | 702   |
| 6.  | Rafael Nadal    | 641   |
| 7.  | Thomas Muster   | 560   |
| 8.  | Pete Sampras    | 549   |
| 9.  | Stefan Edberg   | 544   |
| 10. | Lleyton Hewitt  | 533   |

|     | hala                | počet |
| --- | ------------------- | ----- |
| 1.  | Jimmy Connors       | 468   |
| 2.  | John McEnroe        | 419   |
| 3.  | / Ivan Lendl        | 344   |
| 4.  | Boris Becker        | 297   |
| 5.  | Brian Gottfried     | 279   |
| 6.  | Roger Federer       | 277   |
| 7.  | Stefan Edberg       | 257   |
| 8.  | Arthur Ashe         | 236   |
| 9.  | Jevgenij Kafelnikov | 235   |
| 10. | Wojtek Fibak        | 229   |

#### Zápasová procentuální úspěšnost dle typu povrchu
|                     | tvrdý          | % úsp.* | výhry–prohry |
| ------------------- | -------------- | ------- | ------------ |
| 1.                  | Roger Federer  | 82,93   | 617–127      |
| 2.                  | Jimmy Connors  | 82,88   | 547–113      |
| 3.                  | Novak Djoković | 82,80   | 390–81       |
| 4.                  | / Ivan Lendl   | 82,60   | 394–83       |
| 5.                  | John McEnroe   | 81,11   | 292–68       |
| 6.                  | Pete Sampras   | 80,41   | 427–104      |
| 7.                  | Andre Agassi   | 79,00   | 598–159      |
| 8.                  | Stefan Edberg  | 78,60   | 382–104      |
| 9.                  | Rafael Nadal   | 77,80   | 333–95       |
| 10.                 | Andy Murray    | 77,75   | 332–95       |
| * alespoň 250 výher |                |         |              |

|                     | antuka          | % úsp.* | výhry–prohry |
| ------------------- | --------------- | ------- | ------------ |
| 1.                  | Rafael Nadal    | 92,98   | 318–24       |
| 2.                  | Björn Borg      | 86,31   | 246–39       |
| 3.                  | / Ivan Lendl    | 81,44   | 329–75       |
| 4.                  | Guillermo Vilas | 79,80   | 644–163      |
| 5.                  | Novak Djoković  | 78,26   | 144–40       |
| 6.                  | Jimmy Connors   | 77,65   | 198–57       |
| 7.                  | José Luis Clerc | 77,38   | 301–88       |
| 8.                  | Thomas Muster   | 76,87   | 422–127      |
| 9.                  | Mats Wilander   | 76,74   | 264–80       |
| 10.                 | Roger Federer   | 76,15   | 198–62       |
| * alespoň 100 výher |                 |         |              |

|                    | tráva          | % úsp. * | výhry–prohry |
| ------------------ | -------------- | -------- | ------------ |
| 1.                 | Roger Federer  | 87,33    | 131–19       |
| 2.                 | John McEnroe   | 85,61    | 119–20       |
| 3.                 | Björn Borg     | 84,72    | 61–11        |
| 4.                 | Pete Sampras   | 83,47    | 101–20       |
| 5.                 | Jimmy Connors  | 83,33    | 170–34       |
| 6.                 | Andy Murray    | 82,98    | 78–16        |
| 7.                 | Boris Becker   | 82,27    | 116–25       |
| 8.                 | Novak Djokovic | 80,00    | 60–15        |
| 9.                 | Andy Roddick   | 79,63    | 86–22        |
| 10.                | Stefan Edberg  | 78,57    | 99–27        |
| * alespoň 50 výher |                |          |              |

|                                      | koberec             | % úsp.* | výhry–prohry |
| ------------------------------------ | ------------------- | ------- | ------------ |
| 1.                                   | John McEnroe        | 84,39   | 346–64       |
| 2.                                   | / Ivan Lendl        | 82,66   | 267–56       |
| 3.                                   | Björn Borg          | 82,62   | 176–37       |
| 4.                                   | Jimmy Connors       | 82,04   | 338–74       |
| 5.                                   | Arthur Ashe         | 80,67   | 192–46       |
| 6.                                   | Boris Becker        | 80,12   | 258–64       |
| 7.                                   | Pete Sampras        | 76,60   | 144–44       |
| 8.                                   | Rod Laver           | 74,53   | 79–27        |
| 9.                                   | Jevgenij Kafelnikov | 73,66   | 165–59       |
| 10.                                  | Roger Federer       | 72,46   | 50–19        |
| * alespoň 50 výher (vyřazen od 2009) |                     |         |              |

|                     | všechny povrchy | % úsp.* | výhry–prohry |
| ------------------- | --------------- | ------- | ------------ |
| 1.                  | Rafael Nadal    | 83,45   | 706–140      |
| 2.                  | Björn Borg      | 82,74   | 609–127      |
| 3.                  | Jimmy Connors   | 81,84   | 1253–278     |
| 4.                  | / Ivan Lendl    | 81,76   | 1071–239     |
| 5.                  | John McEnroe    | 81,55   | 875–198      |
| 6.                  | Roger Federer   | 81,44   | 996–227      |
| 7.                  | Novak Djoković  | 81,18   | 604–140      |
| 8.                  | Pete Sampras    | 77,44   | 762–222      |
| 9.                  | Boris Becker    | 76,91   | 713–214      |
| 10.                 | Guillermo Vilas | 76,46   | 929–286      |
| * alespoň 500 výher |                 |         |              |

|                     | venku           | % úsp. * | výhry–prohry |
| ------------------- | --------------- | -------- | ------------ |
| 1.                  | Rafael Nadal    | 85,58    | 641–108      |
| 2.                  | Björn Borg      | 83,97    | 393–75       |
| 3.                  | Novak Djokovic  | 82,18    | 489–106      |
| 4.                  | Roger Federer   | 81,85    | 744–165      |
| 5.                  | Jimmy Connors   | 81,75    | 785–175      |
| 6.                  | / Ivan Lendl    | 81,23    | 727–168      |
| 7.                  | Rod Laver       | 80,84    | 270–64       |
| 8.                  | John McEnroe    | 78,35    | 456–126      |
| 9.                  | Guillermo Vilas | 78,23    | 805–224      |
| 10.                 | Andre Agassi    | 77,74    | 702–201      |
| * alespoň 250 výher |                 |          |              |

|                     | hala           | % úsp. * | výhry–prohry |
| ------------------- | -------------- | -------- | ------------ |
| 1.                  | John McEnroe   | 85,34    | 419–72       |
| 2.                  | Arthur Ashe    | 83,68    | 236–46       |
| 3.                  | / Ivan Lendl   | 82,89    | 344–71       |
| 4.                  | Jimmy Connors  | 81,96    | 468–103      |
| 5.                  | Björn Borg     | 80,59    | 216–52       |
| 6.                  | Roger Federer  | 80,25    | 252–62       |
| 7.                  | Boris Becker   | 79,84    | 297–75       |
| 8.                  | Pete Sampras   | 77,74    | 213–61       |
| 9.                  | Novak Djokovic | 77,18    | 115–34       |
| 10.                 | Andy Murray    | 76,81    | 106–32       |
| * alespoň 100 výher |                |          |              |

#### Vypjaté situace
|                     | Tiebreaky        | % úsp. * | výhry–prohry |
| ------------------- | ---------------- | -------- | ------------ |
| 1.                  | Roger Federer    | 65,19    | 369-197      |
| 2.                  | John Isner       | 64,78    | 241–131      |
| 3.                  | Novak Djoković   | 63,46    | 172–99       |
| 4.                  | Pete Sampras     | 62,84    | 328–194      |
| 5.                  | Milos Raonic     | 62,43    | 113–68       |
| 6.                  | Rafael Nadal     | 62,32    | 177–107      |
| 7.                  | Andy Roddick     | 62,17    | 304–185      |
| 8.                  | Andy Murray      | 61,23    | 139–88       |
| 9.                  | David Nalbandian | 60,18    | 130–86       |
| 10.                 | Michael Stich    | 60,09    | 134–89       |
| * alespoň 100 výher |                  |          |              |

|                     | výhry po zisku 1. setu | % úsp.* | výhry–prohry |
| ------------------- | ---------------------- | ------- | ------------ |
| 1.                  | Björn Borg             | 95,45   | 525–25       |
| 2.                  | Novak Djokovic         | 95,44   | 523–25       |
| 3.                  | Rafael Nadal           | 95,08   | 619–32       |
| 4.                  | John McEnroe           | 94,28   | 775–47       |
| 5.                  | Jimmy Connors          | 94,27   | 1087–66      |
| 6.                  | / Ivan Lendl           | 93,11   | 933–69       |
| 7.                  | Roger Federer          | 93,05   | 883–66       |
| 8.                  | Arthur Ashe            | 92,60   | 563–45       |
| 9.                  | Andy Murray            | 92,59   | 400–32       |
| 10.                 | Eddie Dibbs            | 92,54   | 496–40       |
| * alespoň 250 výher |                        |         |              |

|                    | výhry po ztrátě 1. setu | % úsp.* | výhry–prohry |
| ------------------ | ----------------------- | ------- | ------------ |
| 1.                 | Rod Laver               | 48,70   | 93–98        |
| 2.                 | Bjorn Börg              | 45,16   | 84–102       |
| 3.                 | / Ivan Lendl            | 44,80   | 138–170      |
| 4.                 | Rafael Nadal            | 44,62   | 87–108       |
| 5.                 | Jimmy Connors           | 43,90   | 166–212      |
| 6.                 | Pete Sampras            | 43,70   | 122–157      |
| 7.                 | Boris Becker            | 42.10   | 110–151      |
| 8.                 | Novak Djokovic          | 41,33   | 81–115       |
| 9.                 | Roger Federer           | 41,24   | 113–161      |
| 10.                | Andy Murray             | 40,50   | 81–119       |
| * alespoň 75 výher |                         |         |              |

|                     | rozhodující set | % úsp. * | výhry–prohry |
| ------------------- | --------------- | -------- | ------------ |
| 1.                  | Björn Borg      | 74,84    | 119–40       |
| 2.                  | Novak Djokovic  | 73,41    | 127–46       |
| 3.                  | Rafael Nadal    | 70,59    | 120–50       |
| 4.                  | Jimmy Connors   | 69,60    | 229–100      |
| 5.                  | Andy Murray     | 68,86    | 115–52       |
| 6.                  | John McEnroe    | 68,83    | 159–72       |
| 7.                  | Rod Laver       | 68,16    | 122–57       |
| 8.                  | Johan Kriek     | 67,93    | 125–59       |
| 9.                  | Pete Sampras    | 67,87    | 188–89       |
| 10.                 | Arthur Ashe     | 67,41    | 182–88       |
| * alespoň 100 výher |                 |          |              |

|                    | pátý set         | % úsp.* | výhry–prohry |
| ------------------ | ---------------- | ------- | ------------ |
| 1.                 | Kei Nišikori     | 83,33   | 10–2         |
| 2.                 | Johan Kriek      | 81,82   | 18–4         |
| 3.                 | Björn Borg       | 80,00   | 24–6         |
| 3.                 | Tommy Robredo    | 80,00   | 16–4         |
| 5.                 | Harold Solomon   | 76,19   | 16–5         |
| 5.                 | Rafael Nadal     | 76,19   | 16–5         |
| 7.                 | Aaron Krickstein | 75,68   | 28–9         |
| 8.                 | Andy Murray      | 73,91   | 17–6         |
| 9.                 | Novak Djokovic   | 73,33   | 22–8         |
| 10.                | Rod Laver        | 72,50   | 29–11        |
| * alespoň 10 výher |                  |         |              |

#### Turnaj mistrů
|    | tituly         | počet |
| -- | -------------- | ----- |
| 1. | Novak Djoković | 7     |
| 1. | Roger Federer  | 6     |
| 3. | / Ivan Lendl   | 5     |
| 3. | Pete Sampras   | 5     |
| 5. | Ilie Năstase   | 4     |
| 6. | John McEnroe   | 3     |
| 6. | Boris Becker   | 3     |

|    | finále         | počet |
| -- | -------------- | ----- |
| 1. | Roger Federer  | 10    |
| 2. | / Ivan Lendl   | 9     |
| 2. | Novak Djoković | 9     |
| 4. | Boris Becker   | 8     |
| 5. | Pete Sampras   | 6     |
| 6. | Ilie Năstase   | 5     |

| \| \| účasti \| počet \| \| -- \| -------------- \| ----- \| \| 1. \| Roger Federer \| 17 \| \| 2. \| Novak Djoković \| 16 \| \| 3. \| Andre Agassi \| 13 \| \| 4. \| / Ivan Lendl \| 12 \| \| 5. \| Jimmy Connors \| 11 \| \| 5. \| Boris Becker \| 11 \| \| 5. \| Pete Sampras \| 11 \| \| 5. \| Rafael Nadal \| 11 \| |                |       |
| | účasti         | počet |
| 1. | Roger Federer  | 17    |
| 2. | Novak Djoković | 16    |
| 3. | Andre Agassi   | 13    |
| 4. | / Ivan Lendl   | 12    |
| 5. | Jimmy Connors  | 11    |
| 5. | Boris Becker   | 11    |
| 5. | Pete Sampras   | 11    |
| 5. | Rafael Nadal   | 11    |

##### Vyhrané zápasy
|    | vyhraných zápasů | počet |
| -- | ---------------- | ----- |
| 1. | Roger Federer    | 59    |
| 2. | Novak Djokovic   | 50    |
| 3. | / Ivan Lendl     | 39    |
| 4. | Boris Becker     | 36    |
| 5. | Pete Sampras     | 35    |

| tituly bez ztráty setu | rok           | počet |
| ---------------------- | ------------- | ----- |
| / Ivan Lendl           | 1982, 1985–86 | 3     |
| John McEnroe           | 1983          | 1     |
| Jannik Sinner          | 2024          | 1     |

#### ATP Tour Masters 1000

##### Celkově
|     | tituly         | počet |
| --- | -------------- | ----- |
| 1.  | Novak Djoković | 40    |
| 2.  | Rafael Nadal   | 36    |
| 3.  | Roger Federer  | 28    |
| 4.  | / Ivan Lendl   | 22    |
| 5.  | John McEnroe   | 19    |
| 6.  | Jimmy Connors  | 17    |
| 6.  | Andre Agassi   | 17    |
| 8.  | Björn Borg     | 15    |
| 9.  | Andy Murray    | 14    |
| 10. | Boris Becker   | 13    |

|    | finále         | počet |
| -- | -------------- | ----- |
| 1. | Novak Djoković | 60    |
| 2. | Rafael Nadal   | 53    |
| 3. | Roger Federer  | 50    |
| 4. | / Ivan Lendl   | 33    |
| 5. | Jimmy Connors  | 29    |
| 6. | John McEnroe   | 26    |
| 7. | Andre Agassi   | 23    |
| 8. | Boris Becker   | 21    |
| 9. | Björn Borg     | 20    |
| 9. | Stefan Edberg  | 20    |

|    | semifinále     | počet |
| -- | -------------- | ----- |
| 1. | Novak Djoković | 79    |
| 2. | Rafael Nadal   | 76    |
| 3. | Roger Federer  | 66    |
| 4. | Jimmy Connors  | 49    |
| 5. | / Ivan Lendl   | 40    |
| 6. | Andre Agassi   | 35    |
| 6. | Stefan Edberg  | 35    |
| 8. | John McEnroe   | 33    |
| 9. | Boris Becker   | 31    |
| 9. | Pete Sampras   | 31    |

##### Vyhrané zápasy
|     | vyhraných zápasů | počet |
| --- | ---------------- | ----- |
| 1.  | Novak Djoković   | 414   |
| 2.  | Rafael Nadal     | 410   |
| 3.  | Roger Federer    | 381   |
| 4.  | Andre Agassi     | 251   |
| 5   | Jimmy Connors    | 231   |
| 6.  | / Ivan Lendl     | 223   |
| 7.  | Andy Murray      | 197   |
| 8.  | Stefan Edberg    | 196   |
| 9.  | John McEnroe     | 195   |
| 10. | Pete Sampras     | 190   |
| 11. | Boris Becker     | 178   |

| počet | tituly          | sezóna |
| ----- | --------------- | ------ |
| 16    | Guillermo Vilas | 1977   |
| 15    | Ivan Lendl      | 1982   |
| 15    | Jimmy Connors   | 1974   |
| 14    | Ilie Năstase    | 1973   |
| 13    | Björn Borg      | 1979   |
| 13    | John McEnroe    | 1984   |
| 12    | Ilie Năstase    | 1972   |
| 12    | Jimmy Connors   | 1976   |
| 12    | Thomas Muster   | 1995   |
| 12    | Roger Federer   | 2006   |

| počet | sezóny s více než 10 tituly | roky            |
| ----- | --------------------------- | --------------- |
| 4     | Jimmy Connors               | 1973–74, 76, 78 |
| 4     | Ivan Lendl                  | 1981–82, 85, 89 |
| 3     | John McEnroe                | 1979,81,84      |
| 3     | Roger Federer               | 2004–06         |
| 2     | Ilie Năstase                | 1972–73         |
| 2     | Björn Borg                  | 1977, 79        |
| 2     | Rafael Nadal                | 2005, 13        |

| počet | sezón s 10+ tituly v řadě | roky    |
| ----- | ------------------------- | ------- |
| 3     | Roger Federer             | 2004–06 |
| 2     | Ilie Năstase              | 1972–73 |
| 2     | Jimmy Connors             | 1973–74 |
| 2     | Ivan Lendl                | 1981–82 |

| počet | tituly          | sezóna |
| ----- | --------------- | ------ |
| 16    | Guillermo Vilas | 1977   |
| 15    | Ivan Lendl      | 1982   |
| 15    | Jimmy Connors   | 1974   |
| 14    | Ilie Năstase    | 1973   |
| 13    | Björn Borg      | 1979   |
| 13    | John McEnroe    | 1984   |
| 12    | Ilie Năstase    | 1972   |
| 12    | Jimmy Connors   | 1976   |
| 12    | Thomas Muster   | 1995   |
| 12    | Roger Federer   | 2006   |

| počet | sezóny s více než 10 tituly | roky            |
| ----- | --------------------------- | --------------- |
| 4     | Jimmy Connors               | 1973–74, 76, 78 |
| 4     | Ivan Lendl                  | 1981–82, 85, 89 |
| 3     | John McEnroe                | 1979,81,84      |
| 3     | Roger Federer               | 2004–06         |
| 2     | Ilie Năstase                | 1972–73         |
| 2     | Björn Borg                  | 1977, 79        |
| 2     | Rafael Nadal                | 2005, 13        |

| počet | sezón s 10+ tituly v řadě | roky    |
| ----- | ------------------------- | ------- |
| 3     | Roger Federer             | 2004–06 |
| 2     | Ilie Năstase              | 1972–73 |
| 2     | Jimmy Connors             | 1973–74 |
| 2     | Ivan Lendl                | 1981–82 |

| poř. | vyhraných zápasů | počet | rok  |
| ---- | ---------------- | ----- | ---- |
| 1.   | Guillermo Vilas  | 134   | 1977 |
| 2.   | Ilie Năstase     | 118   | 1973 |
| 3.   | Ivan Lendl       | 109   | 1980 |
| 4.   | Ivan Lendl       | 106   | 1982 |
| 5.   | Ivan Lendl       | 97    | 1981 |
| 6.   | Jimmy Connors    | 93    | 1974 |
| 7.   | Roger Federer    | 92    | 2006 |
| 8.   | Jimmy Connors    | 91    | 1976 |
| 9.   | Thomas Muster    | 86    | 1995 |
| 10.  | Pete Sampras     | 85    | 1993 |

| poř.               | zápasová úspěšnost | % úsp.* | výhry–prohry | rok  |
| ------------------ | ------------------ | ------- | ------------ | ---- |
| 1.                 | John McEnroe       | 96,47   | 82–3         | 1984 |
| 2.                 | Jimmy Connors      | 95,88   | 93–4         | 1974 |
| 3.                 | Roger Federer      | 95,29   | 81–4         | 2005 |
| 4.                 | Roger Federer      | 94,85   | 92–5         | 2006 |
| 5.                 | Björn Borg         | 93,33   | 84–6         | 1979 |
| 6.                 | Ivan Lendl         | 92,50   | 74–6         | 1986 |
| 6.                 | Roger Federer      | 92,50   | 74–6         | 2004 |
| 8.                 | Ivan Lendl         | 92,31   | 84–7         | 1985 |
| 9.                 | Ivan Lendl         | 92,17   | 106–9        | 1982 |
| 10.                | Björn Borg         | 92,11   | 70–6         | 1980 |
| 10.                | Novak Djokovic     | 92,11   | 70–6         | 2011 |
| * alespoň 50 výher |                    |         |              |      |

| počet | esa              | rok  |
| ----- | ---------------- | ---- |
| 1449  | Goran Ivanišević | 1996 |
| 1318  | Ivo Karlović     | 2007 |
| 1185  | Ivo Karlović     | 2014 |
| 1156  | Goran Ivanišević | 1994 |
| 1107  | Milos Raonic     | 2014 |
| 1065  | Goran Ivanišević | 1998 |
| 1048  | John Isner       | 2010 |
| 1017  | Andy Roddick     | 2004 |
| 1011  | Pete Sampras     | 1993 |
| 1011  | Goran Ivanišević | 1997 |

| poř. | vyhraných zápasů | počet | rok  |
| ---- | ---------------- | ----- | ---- |
| 1.   | Guillermo Vilas  | 134   | 1977 |
| 2.   | Ilie Năstase     | 118   | 1973 |
| 3.   | Ivan Lendl       | 109   | 1980 |
| 4.   | Ivan Lendl       | 106   | 1982 |
| 5.   | Ivan Lendl       | 97    | 1981 |
| 6.   | Jimmy Connors    | 93    | 1974 |
| 7.   | Roger Federer    | 92    | 2006 |
| 8.   | Jimmy Connors    | 91    | 1976 |
| 9.   | Thomas Muster    | 86    | 1995 |
| 10.  | Pete Sampras     | 85    | 1993 |

| poř.               | zápasová úspěšnost | % úsp.* | výhry–prohry | rok  |
| ------------------ | ------------------ | ------- | ------------ | ---- |
| 1.                 | John McEnroe       | 96,47   | 82–3         | 1984 |
| 2.                 | Jimmy Connors      | 95,88   | 93–4         | 1974 |
| 3.                 | Roger Federer      | 95,29   | 81–4         | 2005 |
| 4.                 | Roger Federer      | 94,85   | 92–5         | 2006 |
| 5.                 | Björn Borg         | 93,33   | 84–6         | 1979 |
| 6.                 | Ivan Lendl         | 92,50   | 74–6         | 1986 |
| 6.                 | Roger Federer      | 92,50   | 74–6         | 2004 |
| 8.                 | Ivan Lendl         | 92,31   | 84–7         | 1985 |
| 9.                 | Ivan Lendl         | 92,17   | 106–9        | 1982 |
| 10.                | Björn Borg         | 92,11   | 70–6         | 1980 |
| 10.                | Novak Djokovic     | 92,11   | 70–6         | 2011 |
| * alespoň 50 výher |                    |         |              |      |

| počet | esa              | rok  |
| ----- | ---------------- | ---- |
| 1449  | Goran Ivanišević | 1996 |
| 1318  | Ivo Karlović     | 2007 |
| 1185  | Ivo Karlović     | 2014 |
| 1156  | Goran Ivanišević | 1994 |
| 1107  | Milos Raonic     | 2014 |
| 1065  | Goran Ivanišević | 1998 |
| 1048  | John Isner       | 2010 |
| 1017  | Andy Roddick     | 2004 |
| 1011  | Pete Sampras     | 1993 |
| 1011  | Goran Ivanišević | 1997 |

| zápasů | hráč            | sezóny  |
| ------ | --------------- | ------- |
| 46     | Guillermo Vilas | 1977    |
| 44     | Ivan Lendl      | 1981–82 |
| 43     | Novak Djoković  | 2010–11 |
| 42     | John McEnroe    | 1984    |
| 41     | Björn Borg *    | 1979-80 |
| 41     | Roger Federer   | 2006-07 |
| 35     | Björn Borg *    | 1978    |
| 35     | Thomas Muster   | 1995    |
| 35     | Roger Federer   | 2005    |
| 32     | Rafael Nadal    | 2008    |

| zápasů | na tvrdém povrchu | sezóny  |
| ------ | ----------------- | ------- |
| 56     | Roger Federer     | 2005–06 |
| 36     | Roger Federer     | 2006–07 |
| 35     | Novak Djoković    | 2010–11 |
| 34     | Pete Sampras      | 1994    |
| 34     | Pete Sampras      | 1996–97 |

| zápasů | na antuce       | sezóny  |
| ------ | --------------- | ------- |
| 81     | Rafael Nadal    | 2005–07 |
| 53     | Guillermo Vilas | 1977    |
| 46     | Björn Borg      | 1977–79 |
| 40     | Thomas Muster   | 1995    |
| 38     | Thomas Muster   | 1995–96 |

| zápasů | hráč            | sezóny  |
| ------ | --------------- | ------- |
| 46     | Guillermo Vilas | 1977    |
| 44     | Ivan Lendl      | 1981–82 |
| 43     | Novak Djoković  | 2010–11 |
| 42     | John McEnroe    | 1984    |
| 41     | Björn Borg *    | 1979-80 |
| 41     | Roger Federer   | 2006-07 |
| 35     | Björn Borg *    | 1978    |
| 35     | Thomas Muster   | 1995    |
| 35     | Roger Federer   | 2005    |
| 32     | Rafael Nadal    | 2008    |

| zápasů | na tvrdém povrchu | sezóny  |
| ------ | ----------------- | ------- |
| 56     | Roger Federer     | 2005–06 |
| 36     | Roger Federer     | 2006–07 |
| 35     | Novak Djoković    | 2010–11 |
| 34     | Pete Sampras      | 1994    |
| 34     | Pete Sampras      | 1996–97 |

| zápasů | na antuce       | sezóny  |
| ------ | --------------- | ------- |
| 81     | Rafael Nadal    | 2005–07 |
| 53     | Guillermo Vilas | 1977    |
| 46     | Björn Borg      | 1977–79 |
| 40     | Thomas Muster   | 1995    |
| 38     | Thomas Muster   | 1995–96 |

| zápasů | na trávě      | sezóny  |
| ------ | ------------- | ------- |
| 65     | Roger Federer | 2003–08 |
| 41     | Björn Borg    | 1976–81 |
| 23     | John McEnroe  | 1980–82 |
| 23     | Pete Sampras  | 1994–96 |
| 23     | Pete Sampras  | 1998–00 |

| zápasů                       | na koberci * | sezóny  |
| ---------------------------- | ------------ | ------- |
| 66                           | / Ivan Lendl | 1981–83 |
| 65                           | John McEnroe | 1983–85 |
| 32                           | Arthur Ashe  | 1975    |
| * koberec vyřazen od r. 2009 |              |         |

| zápasů | na trávě      | sezóny  |
| ------ | ------------- | ------- |
| 65     | Roger Federer | 2003–08 |
| 41     | Björn Borg    | 1976–81 |
| 23     | John McEnroe  | 1980–82 |
| 23     | Pete Sampras  | 1994–96 |
| 23     | Pete Sampras  | 1998–00 |

| zápasů                       | na koberci * | sezóny  |
| ---------------------------- | ------------ | ------- |
| 66                           | / Ivan Lendl | 1981–83 |
| 65                           | John McEnroe | 1983–85 |
| 32                           | Arthur Ashe  | 1975    |
| * koberec vyřazen od r. 2009 |              |         |

| počet                                                           | titulů z navazujících turnajů1) | sezóny  |
| --------------------------------------------------------------- | ------------------------------- | ------- |
| 8                                                               | / Ivan Lendl                    | 1981–82 |
| 8                                                               | John McEnroe                    | 1983–84 |
| 8                                                               | Björn Borg                      | 1979–80 |
| 7                                                               | Guillermo Vilas                 | 1977    |
| 7                                                               | Roger Federer                   | 2006–07 |
| 7                                                               | Novak Djoković                  | 2011    |
| 1) – série titulů na turnajích, jichž se hráč účastnil za sebou |                                 |         |

| počet | vyhraných finále v řadě | sezóny  |
| ----- | ----------------------- | ------- |
| 24    | Roger Federer           | 2003–05 |
| 15    | Björn Borg              | 1979–80 |
| 14    | Rafael Nadal            | 2005–06 |
| 12    | Rod Laver               | 1973–75 |
| 12    | John McEnroe            | 1980–81 |
| 12    | John McEnroe            | 1984–85 |

| počet | finálových účastí v řadě | sezóny  |
| ----- | ------------------------ | ------- |
| 18    | / Ivan Lendl             | 1981–82 |
| 17    | Roger Federer            | 2005–06 |
| 13    | Guillermo Vilas          | 1977    |
| 12    | John McEnroe             | 1984    |

| počet                                                           | titulů z navazujících turnajů1) | sezóny  |
| --------------------------------------------------------------- | ------------------------------- | ------- |
| 8                                                               | / Ivan Lendl                    | 1981–82 |
| 8                                                               | John McEnroe                    | 1983–84 |
| 8                                                               | Björn Borg                      | 1979–80 |
| 7                                                               | Guillermo Vilas                 | 1977    |
| 7                                                               | Roger Federer                   | 2006–07 |
| 7                                                               | Novak Djoković                  | 2011    |
| 1) – série titulů na turnajích, jichž se hráč účastnil za sebou |                                 |         |

| počet | vyhraných finále v řadě | sezóny  |
| ----- | ----------------------- | ------- |
| 24    | Roger Federer           | 2003–05 |
| 15    | Björn Borg              | 1979–80 |
| 14    | Rafael Nadal            | 2005–06 |
| 12    | Rod Laver               | 1973–75 |
| 12    | John McEnroe            | 1980–81 |
| 12    | John McEnroe            | 1984–85 |

| počet | finálových účastí v řadě | sezóny  |
| ----- | ------------------------ | ------- |
| 18    | / Ivan Lendl             | 1981–82 |
| 17    | Roger Federer            | 2005–06 |
| 13    | Guillermo Vilas          | 1977    |
| 12    | John McEnroe             | 1984    |

| další žebříčkové rekordy                              | další žebříčkové rekordy | další žebříčkové rekordy |
| ----------------------------------------------------- | ------------------------ | ------------------------ |
| nejmladší hráč, který zakončil sezónu v první desítce | Michael Chang            | 17 let 9 měsíců (1989)   |
| nejmladší hráč, který zakončil sezónu do 25. místa    | Aaron Krickstein         | 17 let 4 měsíce (1984)   |
| nejmladší hráč, který zakončil sezónu do 50. místa    | Michael Chang            | 16 let 9 měsíců (1988)   |
| nejmladší hráč, který zakončil sezónu do 100. místa   | Aaron Krickstein         | 16 let 4 měsíce (1983)   |
| nejmladší hráč, který zakončil sezónu do 200. místa   | Michael Chang            | 15 let 9 měsíců (1987)   |
| nejstarší hráč, který zakončil sezónu do 10. místa    | Pancho Gonzales          | 43 let 1 měsíc (1969)    |
| nejstarší hráč, který zakončil sezónu do 25. místa    | Pancho Gonzales          | 43 let 1 měsíc (1969)    |
| nejstarší hráč, který zakončil sezónu do 50. místa    | Ken Rosewall             | 44 let 1 měsíc (1978)    |
| nejstarší hráč, který zakončil sezónu do 100. místa   | Ken Rosewall             | 44 let 1 měsíc (1978)    |

| Nejvyšší výdělky mužského tenisu                | Nejvyšší výdělky mužského tenisu | Nejvyšší výdělky mužského tenisu | Nejvyšší výdělky mužského tenisu | Nejvyšší výdělky mužského tenisu |
| Poř.                                            | hráč                             | výdělek                          | zápočet                          |                                  |
| ----------------------------------------------- | -------------------------------- | -------------------------------- | -------------------------------- | -------------------------------- |
| 1.                                              | Novak Djoković                   | 180 937 203 $                    | 2024                             |                                  |
| 2.                                              | Rafael Nadal                     | 134 659 704 $                    | 2024                             |                                  |
| 3.                                              | Roger Federer                    | 130 594 339 $                    | 2022                             |                                  |
| 4.                                              | Andy Murray                      | 64 253 236 $                     | 2024                             |                                  |
| 5.                                              | Pete Sampras                     | 43 280 489 $                     | 2002                             |                                  |
| 6.                                              | Alexander Zverev                 | 39 288 005 $                     | 2024                             |                                  |
| 7.                                              | Daniil Medveděv                  | 38 148 405 $                     | 2024                             |                                  |
| 8.                                              | Stan Wawrinka                    | 36 558 554 $                     | 2024                             |                                  |
| 9.                                              | David Ferrer                     | 31 483 911 $                     | 2019                             |                                  |
| 10.                                             | Marin Čilić                      | 31 214 476 $                     | 2024                             |                                  |
| aktuální k 15. lednu 2024 tučně – aktivní hráči |                                  |                                  |                                  |                                  |

| Nejvyšší sezónní výdělky | Nejvyšší sezónní výdělky | Nejvyšší sezónní výdělky | Nejvyšší sezónní výdělky |
| Poř.                     | hráč                     | výdělek                  | zápočet                  |
| ------------------------ | ------------------------ | ------------------------ | ------------------------ |
| 1.                       | Novak Djoković           | 21 146 145 $             | 2015                     |
| 2.                       | Andy Murray              | 16 349 701 $             | 2016                     |
| 3.                       | Rafael Nadal             | 16 349 586 $             | 2019                     |
| 4.                       | Novak Djoković           | 15 967 184 $             | 2018                     |
| 5.                       | Novak Djoković           | 15 952 044 $             | 2023                     |
| 6.                       | Rafael Nadal             | 15 864 000 $             | 2017                     |
| 7.                       | Carlos Alcaraz           | 15 196 504 $             | 2023                     |
| 8.                       | Rafael Nadal             | 14 570 935 $             | 2013                     |
| 9                        | Novak Djoković           | 14 250 527 $             | 2014                     |
| 10.                      | Novak Djoković           | 14 138 824 $             | 2016                     |

| Nejvyšší výdělky mužského tenisu                | Nejvyšší výdělky mužského tenisu | Nejvyšší výdělky mužského tenisu | Nejvyšší výdělky mužského tenisu | Nejvyšší výdělky mužského tenisu |
| Poř.                                            | hráč                             | výdělek                          | zápočet                          |                                  |
| ----------------------------------------------- | -------------------------------- | -------------------------------- | -------------------------------- | -------------------------------- |
| 1.                                              | Novak Djoković                   | 180 937 203 $                    | 2024                             |                                  |
| 2.                                              | Rafael Nadal                     | 134 659 704 $                    | 2024                             |                                  |
| 3.                                              | Roger Federer                    | 130 594 339 $                    | 2022                             |                                  |
| 4.                                              | Andy Murray                      | 64 253 236 $                     | 2024                             |                                  |
| 5.                                              | Pete Sampras                     | 43 280 489 $                     | 2002                             |                                  |
| 6.                                              | Alexander Zverev                 | 39 288 005 $                     | 2024                             |                                  |
| 7.                                              | Daniil Medveděv                  | 38 148 405 $                     | 2024                             |                                  |
| 8.                                              | Stan Wawrinka                    | 36 558 554 $                     | 2024                             |                                  |
| 9.                                              | David Ferrer                     | 31 483 911 $                     | 2019                             |                                  |
| 10.                                             | Marin Čilić                      | 31 214 476 $                     | 2024                             |                                  |
| aktuální k 15. lednu 2024 tučně – aktivní hráči |                                  |                                  |                                  |                                  |

| Nejvyšší sezónní výdělky | Nejvyšší sezónní výdělky | Nejvyšší sezónní výdělky | Nejvyšší sezónní výdělky |
| Poř.                     | hráč                     | výdělek                  | zápočet                  |
| ------------------------ | ------------------------ | ------------------------ | ------------------------ |
| 1.                       | Novak Djoković           | 21 146 145 $             | 2015                     |
| 2.                       | Andy Murray              | 16 349 701 $             | 2016                     |
| 3.                       | Rafael Nadal             | 16 349 586 $             | 2019                     |
| 4.                       | Novak Djoković           | 15 967 184 $             | 2018                     |
| 5.                       | Novak Djoković           | 15 952 044 $             | 2023                     |
| 6.                       | Rafael Nadal             | 15 864 000 $             | 2017                     |
| 7.                       | Carlos Alcaraz           | 15 196 504 $             | 2023                     |
| 8.                       | Rafael Nadal             | 14 570 935 $             | 2013                     |
| 9                        | Novak Djoković           | 14 250 527 $             | 2014                     |
| 10.                      | Novak Djoković           | 14 138 824 $             | 2016                     |

| Nejvyšší výdělky na konci sezóny | Nejvyšší výdělky na konci sezóny | Nejvyšší výdělky na konci sezóny | Nejvyšší výdělky na konci sezóny |
| rok                              | hráč                             | výdělek                          |                                  |
| -------------------------------- | -------------------------------- | -------------------------------- | -------------------------------- |
| 1985                             | Ivan Lendl                       | 1 946 215 $                      |                                  |
| 1986                             | Ivan Lendl                       | 1 966 831 $                      |                                  |
| 1987                             | Ivan Lendl                       | 1 995 489 $                      |                                  |
| 1988                             | Mats Wilander                    | 1 719 381 $                      |                                  |
| 1989                             | Ivan Lendl                       | 2 333 119 $                      |                                  |
| 1990                             | Pete Sampras                     | 2 875 406 $                      |                                  |
| 1991                             | David Wheaton                    | 2 412 912 $                      |                                  |
| 1992                             | Michael Stich                    | 2 563 726 $                      |                                  |
| 1993                             | Pete Sampras                     | 4 571 675 $                      |                                  |
| 1994                             | Pete Sampras                     | 4 855 012 $                      |                                  |
| 1995                             | Pete Sampras                     | 5 393 266 $                      |                                  |
| 1996                             | Boris Becker                     | 4 290 477 $                      |                                  |
| 1997                             | Pete Sampras                     | 6 494 461 $                      |                                  |
| 1998                             | Pete Sampras                     | 3 926 347 $                      |                                  |
| 1999                             | Andre Agassi                     | 4 261 120 $                      |                                  |
| 2000                             | Gustavo Kuerten                  | 4 701 610 $                      |                                  |
| 2001                             | Lleyton Hewitt                   | 3 770 618 $                      |                                  |
| 2002                             | Lleyton Hewitt                   | 4 619 386 $                      |                                  |
| 2003                             | Roger Federer                    | 4 000 680 $                      |                                  |
| 2004                             | Roger Federer                    | 6 357 547 $                      |                                  |
| 2005                             | Roger Federer                    | 6 137 018 $                      |                                  |
| 2005                             | Roger Federer                    | 8 343 885 $                      |                                  |
| 2007                             | Roger Federer                    | 10 130 620 $                     |                                  |
| 2008                             | Rafael Nadal                     | 6 773 773 $                      |                                  |
| 2009                             | Roger Federer                    | 8 768 110 $                      |                                  |
| 2010                             | Rafael Nadal                     | 10 171 998 $                     |                                  |
| 2011                             | Novak Djoković                   | 12 595 903 $                     |                                  |
| 2012                             | Novak Djoković                   | 12 803 737 $                     |                                  |
| 2013                             | Rafael Nadal                     | 14 570 935 $                     |                                  |
| 2014                             | Novak Djoković                   | 14 250 527 $                     |                                  |
| 2015                             | Novak Djoković                   | 21 646 145 $                     |                                  |
| 2016                             | Andy Murray                      | 16 349 701 $                     |                                  |
| 2017                             | Rafael Nadal                     | 15 864 000 $                     |                                  |
| 2018                             | Novak Djoković                   | 15 967 184 $                     |                                  |

| nejvíce es v zápase (od 1991) | nejvíce es v zápase (od 1991) | nejvíce es v zápase (od 1991) | nejvíce es v zápase (od 1991) | nejvíce es v zápase (od 1991) | nejvíce es v zápase (od 1991) | nejvíce es v zápase (od 1991) | nejvíce es v zápase (od 1991) | nejvíce es v zápase (od 1991) |
| poř.                          | esa                           | hráč                          | výsledek                      | soupeř                        | kolo                          | rok                           | turnaj                        | setů                          |
| ----------------------------- | ----------------------------- | ----------------------------- | ----------------------------- | ----------------------------- | ----------------------------- | ----------------------------- | ----------------------------- | ----------------------------- |
| 1.                            | 113                           | John Isner                    | vítěz                         | Nicolas Mahut                 | 1. kolo                       | 2010                          | Wimbledon                     | 5                             |
| 2.                            | 103                           | Nicolas Mahut                 | poražený                      | John Isner                    | 1. kolo                       | 2010                          | Wimbledon                     | 5                             |
| 3.                            | 78                            | Ivo Karlović                  | poražený                      | Radek Štěpánek                | semifinále                    | 2009                          | Davis Cup                     | 5                             |
| 4.                            | 55                            | Ivo Karlović                  | poražený                      | Lleyton Hewitt                | 1. kolo                       | 2009                          | Roland Garros                 | 5                             |
| 5.                            | 52                            | Ivo Karlović                  | poražený                      | Daniele Bracciali             | 1. kolo                       | 2005                          | Wimbledon                     | 5                             |
| 6.                            | 51                            | Joachim Johansson             | poražený                      | Andre Agassi                  | 4. kolo                       | 2005                          | Australian Open               | 4                             |
| 6.                            | 51                            | Ivo Karlović                  | poražený                      | Daniele Bracciali             | 1. kolo                       | 2005                          | Wimbledon                     | 5                             |
| 8.                            | 50                            | Roger Federer                 | vítěz                         | Andy Roddick                  | finále                        | 2009                          | Wimbledon                     | 5                             |
| 9.                            | 49                            | Richard Krajicek              | poražený                      | Jevgenij Kafelnikov           | čtvrtfinále                   | 1999                          | US Open                       | 5                             |
| 10.                           | 48                            | Marc Rosset                   | poražený                      | Arnaud Clément                | čtvrtfinále                   | 2001                          | Davis Cup                     | 5                             |
| 10.                           | 48                            | Ivo Karlović                  | poražený                      | Ivan Dodig                    | 1. kolo                       | 2011                          | Australian Open               | 5                             |
| 10.                           | 48                            | Nicolás Almagro               | vítěz                         | Olivier Rochus                | 1. kolo                       | 2012                          | Wimbledon                     | 5                             |

| nejdelší období mezi dvěma tituly | nejdelší období mezi dvěma tituly | nejdelší období mezi dvěma tituly |
| období čekání                     | hráč                              | turnaje                           |
| --------------------------------- | --------------------------------- | --------------------------------- |
| 7 let a 7 měsíců                  | Yahiya Doumbia (SEN)              | Lyon 1988 – Bordeaux 1995         |
| 6 let                             | Jarkko Nieminen (FIN)             | Auckland 2006 – Sydney 2012       |
| 5 let a 1 měsíc                   | Ivo Karlović (CRO)                | Nottingham 2008 – Bogotà 2013     |
| 5 let                             | Sébastien Grosjean (FRA)          | Petrohrad 2002 – Lyon 2007        |

|     | tituly          | počet |
| --- | --------------- | ----- |
| 1.  | Mike Bryan      | 16    |
| 1.  | Bob Bryan       | 16    |
| 1.  | Todd Woodbridge | 16    |
| 4.  | Mark Woodforde  | 12    |
| 5.  | John McEnroe    | 9     |
| 5.  | Jonas Björkman  | 9     |
| 7.  | Anders Järryd   | 8     |
| 7.  | Daniel Nestor   | 8     |
| 7.  | Leander Paes    | 8     |
| 10. | Peter Fleming   | 7     |
| 10. | John Fitzgerald | 7     |

|    | finále          | počet |
| -- | --------------- | ----- |
| 1. | Mike Bryan      | 29    |
| 1. | Bob Bryan       | 29    |
| 3. | Todd Woodbridge | 20    |
| 4. | Mark Woodforde  | 16    |
| 4. | Daniel Nestor   | 16    |
| 4. | Leander Paes    | 16    |
| 7. | Jonas Björkman  | 15    |
| 8. | Anders Järryd   | 13    |
| 9. | John McEnroe    | 12    |
| 9. | Paul Haarhuis   | 12    |

|     | tituly          | počet |
| --- | --------------- | ----- |
| 1.  | Mike Bryan      | 16    |
| 1.  | Bob Bryan       | 16    |
| 1.  | Todd Woodbridge | 16    |
| 4.  | Mark Woodforde  | 12    |
| 5.  | John McEnroe    | 9     |
| 5.  | Jonas Björkman  | 9     |
| 7.  | Anders Järryd   | 8     |
| 7.  | Daniel Nestor   | 8     |
| 7.  | Leander Paes    | 8     |
| 10. | Peter Fleming   | 7     |
| 10. | John Fitzgerald | 7     |

|    | finále          | počet |
| -- | --------------- | ----- |
| 1. | Mike Bryan      | 29    |
| 1. | Bob Bryan       | 29    |
| 3. | Todd Woodbridge | 20    |
| 4. | Mark Woodforde  | 16    |
| 4. | Daniel Nestor   | 16    |
| 4. | Leander Paes    | 16    |
| 7. | Jonas Björkman  | 15    |
| 8. | Anders Järryd   | 13    |
| 9. | John McEnroe    | 12    |
| 9. | Paul Haarhuis   | 12    |

|    | tiruly          | počet |
| -- | --------------- | ----- |
| 1. | Mike Bryan      | 114   |
| 2. | Bob Bryan       | 112   |
| 3. | Daniel Nestor   | 88    |
| 4. | Todd Woodbridge | 83    |
| 5. | John McEnroe    | 71    |
| 6. | Mark Woodforde  | 67    |
| 7. | Frew McMillan   | 61    |
| 8. | Peter Fleming   | 60    |
| 9. | Anders Järryd   | 59    |
| 9. | Raúl Ramírez    | 59    |

|    | finále          | počet |
| -- | --------------- | ----- |
| 1. | Mike Bryan      | 169   |
| 2. | Bob Bryan       | 167   |
| 3. | Daniel Nestor   | 146   |
| 4. | Todd Woodbridge | 114   |
| 5. | Tomáš Šmíd      | 102   |
| 6. | Raúl Ramírez    | 100   |
| 7. | Mark Knowles    | 99    |
| 8. | Frew McMillan   | 97    |
| 8. | Jonas Björkman  | 97    |
| 8. | Mahesh Bhupathi | 97    |

|    | tituly aktivních hráčů | počet |
| -- | ---------------------- | ----- |
| 1. | Mike Bryan             | 114   |
| 2. | Bob Bryan              | 112   |
| 3. | Daniel Nestor          | 88    |
| 4. | Leander Paes           | 55    |
| 5. | Nenad Zimonjić         | 53    |
| 6. | Mahesh Bhupathi        | 52    |
| 7. | Max Mirnyj             | 49    |
| 8. | František Čermák       | 31    |
| 9. | Paul Hanley            | 26    |
| 9. | Michaël Llodra         | 26    |

|    | tiruly          | počet |
| -- | --------------- | ----- |
| 1. | Mike Bryan      | 114   |
| 2. | Bob Bryan       | 112   |
| 3. | Daniel Nestor   | 88    |
| 4. | Todd Woodbridge | 83    |
| 5. | John McEnroe    | 71    |
| 6. | Mark Woodforde  | 67    |
| 7. | Frew McMillan   | 61    |
| 8. | Peter Fleming   | 60    |
| 9. | Anders Järryd   | 59    |
| 9. | Raúl Ramírez    | 59    |

|    | finále          | počet |
| -- | --------------- | ----- |
| 1. | Mike Bryan      | 169   |
| 2. | Bob Bryan       | 167   |
| 3. | Daniel Nestor   | 146   |
| 4. | Todd Woodbridge | 114   |
| 5. | Tomáš Šmíd      | 102   |
| 6. | Raúl Ramírez    | 100   |
| 7. | Mark Knowles    | 99    |
| 8. | Frew McMillan   | 97    |
| 8. | Jonas Björkman  | 97    |
| 8. | Mahesh Bhupathi | 97    |

|    | tituly aktivních hráčů | počet |
| -- | ---------------------- | ----- |
| 1. | Mike Bryan             | 114   |
| 2. | Bob Bryan              | 112   |
| 3. | Daniel Nestor          | 88    |
| 4. | Leander Paes           | 55    |
| 5. | Nenad Zimonjić         | 53    |
| 6. | Mahesh Bhupathi        | 52    |
| 7. | Max Mirnyj             | 49    |
| 8. | František Čermák       | 31    |
| 9. | Paul Hanley            | 26    |
| 9. | Michaël Llodra         | 26    |

|     | finále aktivních hráčů | počet |
| --- | ---------------------- | ----- |
| 1.  | Mike Bryan             | 157   |
| 2.  | Bob Bryan              | 154   |
| 3.  | Daniel Nestor          | 140   |
| 4.  | Mahesh Bhupathi        | 97    |
| 5.  | Leander Paes           | 91    |
| 6.  | Max Mirnyj             | 90    |
| 7.  | Nenad Zimonjić         | 86    |
| 8.  | František Čermák       | 54    |
| 9.  | Paul Hanley            | 51    |
| 10. | Michaël Llodra         | 48    |

|    | tituly párů     | tituly párů     | počet |
| -- | --------------- | --------------- | ----- |
| 1. | Mike Bryan      | Bob Bryan       | 103   |
| 2. | Todd Woodbridge | Mark Woodforde  | 61    |
| 3. | John McEnroe    | Peter Fleming   | 51    |
| 4. | Frew McMillan   | Bob Hewitt      | 45    |
| 5. | Daniel Nestor   | Mark Knowles    | 40    |
| 6. | Raúl Ramírez    | Brian Gottfried | 39    |
| 6. | Paul Haarhuis   | Jacco Eltingh   | 39    |

|     | finále aktivních hráčů | počet |
| --- | ---------------------- | ----- |
| 1.  | Mike Bryan             | 157   |
| 2.  | Bob Bryan              | 154   |
| 3.  | Daniel Nestor          | 140   |
| 4.  | Mahesh Bhupathi        | 97    |
| 5.  | Leander Paes           | 91    |
| 6.  | Max Mirnyj             | 90    |
| 7.  | Nenad Zimonjić         | 86    |
| 8.  | František Čermák       | 54    |
| 9.  | Paul Hanley            | 51    |
| 10. | Michaël Llodra         | 48    |

|    | tituly párů     | tituly párů     | počet |
| -- | --------------- | --------------- | ----- |
| 1. | Mike Bryan      | Bob Bryan       | 103   |
| 2. | Todd Woodbridge | Mark Woodforde  | 61    |
| 3. | John McEnroe    | Peter Fleming   | 51    |
| 4. | Frew McMillan   | Bob Hewitt      | 45    |
| 5. | Daniel Nestor   | Mark Knowles    | 40    |
| 6. | Raúl Ramírez    | Brian Gottfried | 39    |
| 6. | Paul Haarhuis   | Jacco Eltingh   | 39    |

|     | odehraných zápasů | počet |
| --- | ----------------- | ----- |
| 1.  | Daniel Nestor     | 1535  |
| 2.  | Mike Bryan        | 1300  |
| 3.  | Bob Bryan         | 1283  |
| 4.  | Cyril Suk         | 1 147 |
| 5.  | Mark Knowles      | 1 125 |
| 6.  | Leander Paes      | 1 115 |
| 7.  | Sherwood Stewart  | 1 080 |
| 8.  | Mahesh Bhupathi   | 1 051 |
| 9.  | Todd Woodbridge   | 1 042 |
| 10. | Rick Leach        | 1 038 |

|     | zápasových výher | počet |
| --- | ---------------- | ----- |
| 1.  | Daniel Nestor    | 958   |
| 2.  | Mike Bryan       | 926   |
| 3.  | Bob Bryan        | 912   |
| 4.  | Todd Woodbridge  | 782   |
| 5.  | Mark Knowles     | 744   |
| 6.  | Sherwood Stewart | 724   |
| 7.  | Jonas Björkman   | 712   |
| 8.  | Leander Paes     | 686   |
| 9.  | Mahesh Bhupathi  | 682   |
| 10. | Tomáš Šmíd       | 659   |

|                     | vyhrané zápasy  | % úspěšnost* |
| ------------------- | --------------- | ------------ |
| 1.                  | John McEnroe    | 83,73        |
| 2.                  | Bob Hewitt      | 79,94        |
| 3.                  | Mike Bryan      | 76,97        |
| 4.                  | Bob Bryan       | 76,83        |
| 5.                  | Raúl Ramírez    | 75,40        |
| 6.                  | Todd Woodbridge | 75,05        |
| 7.                  | Marty Riessen   | 74,89        |
| 8.                  | Peter Fleming   | 74,13        |
| 9.                  | Stan Smith      | 73,52        |
| 10.                 | Frew McMillan   | 73,43        |
| * alespoň 400 výher |                 |              |

|     | odehraných zápasů | počet |
| --- | ----------------- | ----- |
| 1.  | Daniel Nestor     | 1535  |
| 2.  | Mike Bryan        | 1300  |
| 3.  | Bob Bryan         | 1283  |
| 4.  | Cyril Suk         | 1 147 |
| 5.  | Mark Knowles      | 1 125 |
| 6.  | Leander Paes      | 1 115 |
| 7.  | Sherwood Stewart  | 1 080 |
| 8.  | Mahesh Bhupathi   | 1 051 |
| 9.  | Todd Woodbridge   | 1 042 |
| 10. | Rick Leach        | 1 038 |

|     | zápasových výher | počet |
| --- | ---------------- | ----- |
| 1.  | Daniel Nestor    | 958   |
| 2.  | Mike Bryan       | 926   |
| 3.  | Bob Bryan        | 912   |
| 4.  | Todd Woodbridge  | 782   |
| 5.  | Mark Knowles     | 744   |
| 6.  | Sherwood Stewart | 724   |
| 7.  | Jonas Björkman   | 712   |
| 8.  | Leander Paes     | 686   |
| 9.  | Mahesh Bhupathi  | 682   |
| 10. | Tomáš Šmíd       | 659   |

|                     | vyhrané zápasy  | % úspěšnost* |
| ------------------- | --------------- | ------------ |
| 1.                  | John McEnroe    | 83,73        |
| 2.                  | Bob Hewitt      | 79,94        |
| 3.                  | Mike Bryan      | 76,97        |
| 4.                  | Bob Bryan       | 76,83        |
| 5.                  | Raúl Ramírez    | 75,40        |
| 6.                  | Todd Woodbridge | 75,05        |
| 7.                  | Marty Riessen   | 74,89        |
| 8.                  | Peter Fleming   | 74,13        |
| 9.                  | Stan Smith      | 73,52        |
| 10.                 | Frew McMillan   | 73,43        |
| * alespoň 400 výher |                 |              |